# 象山县博物馆
29°27′58.53″N 121°53′11.83″E / 29.4662583°N 121.8866194°E
象山县博物馆是中国浙江省象山县一座博物馆。博物馆位于新华路279号文化活动中心一楼，建筑面积2900平方米，展览主题为象山人文、历史和艺术。常设展览主题为“渔海之乡”，包括“海之疆”、“海之民”、“海之歌”三个展厅，展示塔山遗址文物、各年代陶瓷器、手工艺品及小白礁一号沉船出水文物等。